# Bandera de Voivodina
Hay dos banderas de uso oficial en la provincia autónoma de Voivodina de Serbia, la bandera de Voivodina y la bandera tradicional de Voivodina. Dos banderas reciben el mismo estatus en la Decisión de la Asamblea Provincial sobre la apariencia y el uso de los símbolos y símbolos tradicionales de la PA de Voivodina adoptada en 2016.
Tanto la bandera como la bandera tradicional de Voivodina se basan en el tricolor serbio. Consta de tres franjas horizontales de rojo, azul y blanco, siendo la porción azul significativamente más ancha en la Bandera y las tres franjas del mismo ancho en la bandera tradicional. La parte azul de la bandera de Voivodina contiene tres estrellas amarillas que representan las tres regiones geográficas de Voivodina: Bačka, Banato y Sirmia. La bandera de Voivodina fue adoptada el 27 de febrero de 2004. La bandera tradicional de Voivodina tiene dos variantes, con y sin el escudo de armas tradicional de Voivodina en el medio. Ambas variantes tienen el mismo estatus. La bandera tradicional fue adoptada el 15 de septiembre de 2016.

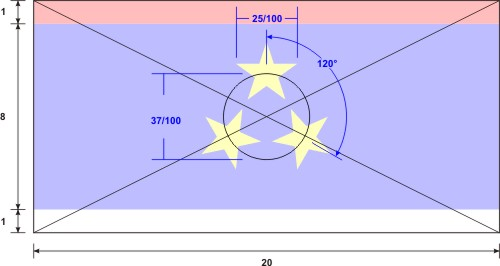
Construcción de la bandera

## Descripción

### Bandera moderna
La bandera moderna tiene tres estrellas amarillas que representan a las regiones de: Bačka, Banato y Sirmia, partes de Voivodina, está basada directamente en la bandera serbia. Fue adoptada el 27 de febrero de 2004.

### Bandera tradicional
La bandera tradicional es una tricolor serbia, con colores más brillantes, en su centro tiene el escudo de armas tradicional de Voivodina. Está basada en la bandera de la Voivodina serbia de 1848.

## Galería

Bandera de Voivodina serbia 1848-1849.
Bandera de la República Socialista de Serbia utilizada en Voivodina
Bandera de la minoría húngara yugoslava utilizada en Voivodina durante Yugoslavia
Bandera no oficial propuesta de Voivodina, utilizada en la década de 1990 por varios movimientos políticos proautonómicos. Hoy en día es una bandera del partido de la Liga de Socialdemócratas de Voivodina.